# Ashmore
Ashmore — метеорит масою 55400 грамів. Олівіно-бронзитовий хондрит. Був виявлений між 15 та 20 лютого 1969 року, на 2.5 милі на північ та 1.5 милі на захід від Еншмора, округ Гейнс, штат Техас, США. На нього натрапив Пол Корон під час глибокої оранки поля. Метеорит лежав на глибині приблизно 45 см, більшим своїм боком спрямований донизу, а меншим, гострішим — вгору.